# 섕크스빌 (펜실베이니아주)
섕크스빌은 미국 펜실베이니아주 서미싯군에 있는 구이다. 2020년 미국 인구 조사 기준 총 거주 인구는 197명이다. 펜실베이니아 서미싯 소도시 통계지역에 속해 있으며 피츠버그와는 동남쪽으로 126 km, 필라델피아와는 서쪽으로 364 km 떨어져 있다.
섕크스빌은 9·11 테러 당시 뉴저지주 뉴어크 리버티 국제공항에서 샌프란시스코로 향하던 유나이티드 항공 93편의 승객이 알카에다 테러리스트 납치범에게 반항하다 인접한 스토니크릭에 추락하며 전 세계의 주목을 받았다. 이 항공기는 납치범이 납치한 항공편 4편 중 유일하게 목표물에 도달하지 못한 비행기이다.

## 지리
섕크스빌은 북위 40° 1′ 2″ 서경 78° 54′ 21″ / 북위 40.01722°  서경 78.90583°  좌표에 있으며 구 넓이는 0.5 km2로 모두 육지이다. 또한 평균고도는 680 m에서 펜실베이니아에서 7번째로 높이 있는 구이다.

## 인구통계
| 인구조사    | 인구 | Note  | %±     |
| ----------- | ---- | ----- | ------ |
| 1920년      | 260  |       | —      |
| 1930년      | 272  |       | 4.6%   |
| 1940년      | 324  |       | 19.1%  |
| 1950년      | 342  |       | 5.6%   |
| 1960년      | 314  |       | −8.2%  |
| 1970년      | 275  |       | −12.4% |
| 1980년      | 273  |       | −0.7%  |
| 1990년      | 235  |       | −13.9% |
| 2000년      | 245  |       | 4.3%   |
| 2010년      | 237  |       | −3.3%  |
| 2020년      | 197  |       | −16.9% |
| 2021 (추산) | 195  | [ 2 ] | −1.0%  |
| Sources:    |      |       |        |

2000년 인구 조사 기준 섕크스빌에는 96가구 69개 가족 245명이 거주하고 있었다. 인구 밀도는 537.4/km2이다. 219.3/km2당 100개 주택이 있다. 구의 인종 구성은 100% 백인이다.
96개 가구 중 32.3%는 18세 미만 자녀와 같이 살고 있었으며 54.2%는 동거중인 기혼 가구이고 12.5%가 남편이 없는 부인 혼자 사는 가구, 28.1%가 전통적인 가족 단위가 아닌 가구이다. 가구 중 22.9%가 독신 가구이고 특히 9.4%가 65세 이상 고령자 독신 가구이다. 가구당 평균 구성원 수는 2.55명이고 가족당 평균 구성원 수는 3.06명이다.
구 인구 중 26.5%가 18세 미만, 10.2%가 18세에서 24세, 28.2%가 25세에서 44세, 19.6%가 45세에서 64세, 15.5%가 65세 이상이다. 중위연령은 36세이다. 여성 100명당 남성은 94.4명 있다. 18세 이상 여성 100명당 남성은 93.5명 있다.
구 가구 당 중위소득은 $29,980이고 가족 당 중위소득은 $40,833이다. 남성의 중위소득은 $25,250이고 여성의 중위소득은 $25,917이다. 구의 인당 소득은 $14,500이다. 가족의 4.8%, 인구의 9.1%가 빈곤 기준 이하 빈곤층이며 18세 이하의 4.7%, 65세 이상의 12.5%가 빈곤층에 해당한다.

## 역사
독일계 이민자인 크리스티안 섕크가 1798년 스토니크릭에 오두막을 짓고 나중에 인근에 제분소와 제재소 2개를 지었다. 에마누엘 샤퍼가 1828년 이곳에 처음 상점을 열었고 그 다음 해에 섕크는 공장 지은 곳을 "섕크스빌"이라는 마을을 세웠다. 이 마을은 프레더릭스버그 전투에서 치명상을 입은 북군 존 슈허의 고향이었으며 루이자 메이 올컷의 《병원 스케치》이라는 단편 소설에 잘 묘사되어 있다. 1874년에는 섕크스빌 우체국이 문을 열었다. 1913년 1월 25일에는 섕크스빌이 자치구로 편입되었다.

### 9.11 테러
2001년 9월 11일 미국을 향한 테러가 일어나고 있을 때 유나이티드 항공 93편이 섕크스빌 북쪽 2.82 km에 있는 스토니크릭의 한 들판에 추락해 민간인 40명과 알카에다 테러범 4명이 사망하며 섕크스빌이 전 세계의 주목을 받았다. 납치범은 워싱턴 D.C.로 비행기를 몰아 미국 국회의사당이나 백악관에 추락시킬 계획이었다. 하지만 가족들에게 전화로 세계 무역 센터와 펜타곤에 이미 테러가 났다는 사실을 전해들으면서 승객들은 납치범에 봉기하여 비행기 통제권을 놓고 싸웠고 결국 추락했다. 이날 납치된 항공기 4편 중 유일하게 의도한 목표에 도달하지 못했다.